# F.a.b.s.: Search for a video model
F.a.b.s.: Search for a video model is een Nederlands televisieprogramma op Veronica gepresenteerd door Jorinde Moll.
In dit televisieprogramma krijgen een aantal dames de kans om in een videoclip te spelen van Craig David, door middel van proeven zal er een iemand overblijven die daadwerkelijk in een videoclip mag spelen. De winnares gaat er daarnaast ook vandoor met een nieuwe auto en een grote geldprijs.
Er waren in totaal tien deelneemsters over. Uiteindelijk won Veronica van Hoogdalem, die later presentatrice bij TMF en RTL 5 werd.
De letters F.a.b.s. staan voor face (gezicht), attitude (houding), body (lichaam) en sexappeal.